# پریتی جانگیانی
پریتی جانگیانی (انگلیسی: Preeti Jhangiani؛ زادهٔ ۱۸ آگوست ۱۹۸۰) یک هنرپیشه، و مانکن اهل هند است.
از فیلم‌ها یا برنامه‌های تلویزیونی که وی در آن نقش داشته‌است می‌توان به محبت‌ها اشاره کرد.

## فیلم‌شناسی
فهرست برخی از فیلم‌هایی که پریتی جانگیانی در آنها به ایفای نقش پرداخته است:
- محبت‌ها
- لوک کارگیل
- آواره مجنون دیوانه
- آن
- سلام
- شاهین: یک پرنده در خطر است
- چهره
- شادی
- خواستن: یک اعتیاد
- وای! تو دیگه کی هستی
- به آن سوی ماه بروید
- تعجب کنید که چه اتفاقی خواهد افتاد